# Alexandre Mérignhac
Alexandre Mérignhac, né le 21 janvier 1857 et décédé le 20 juillet 1927, est un juriste français et professeur de droit international.

## Biographie
Alexandre Géraud Jacques Antoine Mérignhac est né à Toulouse, en Haute-Garonne, de Jacques Antoine Mérignhac, avocat et juge au tribunal civil de Foix, et de Rose Jacquette Rouquette.

### Carrière
Il obtient son doctorat en Droit en 1877 et devient avocat à la cour d'appel de Toulouse. Agrégé des facultés de Droit en 1884, il occupe des postes à Bordeaux et Aix-en-Provence, puis revient à Toulouse en 1887. Il y devient chargé du cours de droit international privé, obtient la chaire de droit international privé en 1892 puis celle de droit international public en 1903 jusqu'à sa retraite en 1924. Il assure également des cours de droit administratif et de législation coloniale ainsi que des conférences de droit aux officiers de la garnison de Toulouse,.
Élu à l’académie de législation de Toulouse en 1890, il en devient vice-président en 1904, puis président en 1905. Il participe à la Revue du droit public et de la science politique en France et à l’étranger, et devient en 1904 membre associé de la Revue générale de droit international public.
Auteur de nombreux ouvrages et articles, il est couronné en 1897 pour son Traité théorique et pratique de l’arbitrage international par l'Académie des sciences morales et politiques. Reconnu par ses pairs pour son engagement, le juriste André Weiss le nommera pour le Prix Nobel de la paix en 1909 et 1913. En 1919, il est appelé à rejoindre le « comité consultatif juridique » formé par Georges Clemenceau auprès de la présidence du conseil « pour donner son avis sur toutes les questions relatives aux travaux de la conférence de la Paix » qui suit la fin de la Première Guerre mondiale.

### Situation militaire
Il fut sous-lieutenant en 1882,, sous-lieutenant du cadre auxiliaire (1889),, attaché de 1ere classe à l’Intendance (1890), adjoint à l’Intendance (1898), comité de ravitaillement de la Haute-Garonne à partir de 1905, et sous-intendant militaire de 3e classe du cadre auxiliaire du 17e corps d’armée,.
Pendant la Première Guerre mondiale, du 2 août 1914 et le 24 octobre 1919, il fut sous-intendant militaire (2e et 3e service de l’Intendance),. Du 3 décembre 1917 à la cessation des hostilités, il sert au service du contentieux de l’Intendance militaire de la 17e Région

## Positions
Alexandre Mérignhac revendique un engagement de sa discipline dans la politique, l'idée que le Droit doit exercer « sur la politique une action incessante ». Il est acteur d'un mouvement de juristes de la Belle Époque promouvant le développement d'un Droit international, particulièrement pour réguler les conflits. Son état d'esprit pourrait se retrouver dans l'exergue, emprunté à Montaigne, de son étude consacré à la première conférence de La Haye : « Se faire dans la paix le plus de bien et dans la guerre le moins de mal qu’il est possible. » Dans une mentalité typique de l'époque, son « humanisme » se décline par un pacifisme pour la sphère jugée « civilisée » et par un colonialisme au-delà.

### Pacifisme
Les statuts de l'Association toulousaine de la paix qu'Alexandre Mérignhac initie en 1900 donnent pour programme « la substitution de l'arbitrage à la guerre dans les conflits internationaux et le développement des institutions pacifiques de toute sorte. » Dans ce cadre, le premier congrès national des sociétés françaises de la paix sera organisé en 1902 à Toulouse. Mais la mise en place d'un Droit n'implique pas plus la disparition du conflit qu'il ne le fait dans la réalité sociale. Mérignhac admet ainsi une guerre légitime et plus particulièrement celle visant à préserver ou rétablir l'intégrité d'un territoire national. En 1898, il considérait ainsi que le désarmement n'était pas possible pour la France tant que n'était pas réglé la question d'Alsace-Lorraine. Tous les excès sont néanmoins à dénoncer et punir. En 1901, dans la lignée de la Conférence de la Haye, il dénonce le comportement de l'armée britannique lors de la seconde guerre des Boers et met en place un comité de soutien en faveur de leur indépendance.
En 1917, il écrit un long article sur les sanctions à prévoir contre l'Allemagne et ses alliés après la guerre, et notamment la mise en place d'un tribunal pénal international pour les dirigeants, mesure qui ne sera mise en place qu'en 1945 avec le tribunal de Nuremberg.

### Colonialisme
Alexandre Mérignhac adopte sans originalité le discours du colonialisme de son temps, mélange de conviction civilisatrice et de préjugés raciaux et culturels légitimant la domination de l'Europe ou ses extensions de « race blanche » comme les États-Unis. Si une société des États est à construire, c'est d'abord une société des États dits « civilisés » par oppositions à des États orientaux « encore incapables, à des degrés divers, de se pénétrer de la conscience du droit international » sans parler des « petites collectivités semi-barbares ou les peuplades sauvages » envers qui « les peuples civilisés ont un véritable mandat de civilisation et d'éducation sociale à remplir. »
On retrouve ici des distinctions communément présentes dans la pensée des juristes internationalistes de l'époque peut-être héritées de The Institutes of the Law of Nations (1883) de James Lorimer cité par Mérignhac.
Pour lui, l'objet de la colonisation est la mise en valeur de ressources profitable au colonisateur comme au colonisé, jusqu'au point où la colonie peut atteindre une autonomie vis-à-vis de la métropole tout en gardant avec elle un lien naturel. En attendant l'autonomie, il ne remet pas en cause la domination du colonisateur, l'absence de souveraineté des colonies et présente même à l'occasion le domaine colonial comme un possible terrain d'entraînement à la guerre pour les chefs militaires. Il ne reconnaît que deux types de réelles colonies, les colonies de peuplement ou d'exploitation avec des gestions différentes:
« La colonie de « peuplement » est celle dans laquelle l'élément colonisateur refoule la population indigène ou l'extermine et se substitue à elle », ce qui implique un Droit uniforme, calqué sur celui de la métropole, pour une population de même type. « La colonie d'« exploitation » est celle dans laquelle l'européen ne peut se transporter en masse pour constituer la main-d'œuvre industrielle ou agricole » avec pour conséquence une faible population de colons dominant les colonisés et un Droit distinct entre le colon favorisé et l'indigène limité.

#### Publications
- Alexandre Mérignhac, Traité théorique et pratique de l'arbitrage international : le rôle du droit dans le fonctionnement actuel de l'institution et dans ses destinées futures, Paris, L. Larose, 1895 (lire en ligne)
- Alexandre Mérignhac, « Le désarmement et la note du Tsar - Opinion de M. A. Mérignhac », Revue générale de droit international public, t. 5,‎ 1898, p. 721-726 (lire en ligne, consulté le 31 décembre 2022)
- Alexandre Mérignhac (préf. Léon Bourgeois), La conférence internationale de la paix : étude historique, exégétique et critique des travaux et des résolutions de la conférence de La Haye de 1899, Paris, A. Rousseau, 1900 (lire en ligne)
- Alexandre Mérignhac, « Les pratiques anglaises dans la guerre terrestre », Revue générale de droit international public, t. 8,‎ 1901, p. 93-121 (lire en ligne, consulté le 31 décembre 2022)
- Alexandre Mérignhac, Les Lois et coutumes de la guerre sur terre, Paris, A. Chevalier-Marescq, 1903 (lire en ligne)
- Alexandre Mérignhac, Traité de droit public international - Première partie, Paris, Librairie générale de droit et de jurisprudence, 1905 (lire en ligne)

- Alexandre Mérignhac, Traité de droit public international - Deuxième partie, Paris, Librairie générale de droit et de jurisprudence, 1907 (lire en ligne)

- Alexandre Mérignhac, Traité de droit public international - Troisième partie, Paris, Librairie générale de droit et de jurisprudence, 1912a (lire en ligne)

- Alexandre Mérignhac, Précis de législation et d'économie coloniales, Paris, Recueil Sirey, 1912b (lire en ligne)
- Alexandre Mérignhac, « De la sanction des infractions au droit des gens commises, au cours de la guerre européenne, par les Empires du centre », Revue générale de droit international public, t. 24,‎ 1917, p. 5-56 (lire en ligne, consulté le 31 décembre 2022)
- Alexandre Mérignhac, La guerre économique allemande, Paris, Recueil Sirey, 1919 (lire en ligne)